# Pinotta
Pinotta es un idillio u ópera en 2 actos con música de Pietro Mascagni sobre libreto en italiano de Giovanni Targioni-Tozzetti. Se estrenó el 23 de marzo de 1932 en el Teatro del Casinò de Sanremo.
Pinotta constituye una reelabortación de dos óperas juveniles de Mascagni: la cantata In Filanda (1881) y la canción La tua stella (1882). El libreto fue obra de Giovanni Targioni-Tozzetti, colaborador asiduo del compositor, y narra el amor de Baldo, un trabajador, por  Pinotta, una joven hilandera del taller de Andrea. Al final, Baldo y Pinotta se casan. La ópera tuvo un éxito destacado y fue representada numerosas veces en Florencia, Nápoles, Roma, Turín y en otras ciudades. Hoy no es, por lo general, un título de repertorio y sus representaciones son muy raras.

## Personajes
| Personaje | Tesitura | Reparto del estreno, 23 de marzo de 1932 (Director: Pietro Mascagni ) |
| --------- | -------- | --------------------------------------------------------------------- |
| Pinotta   | soprano  | Mafalda Favero                                                        |
| Baldo     | tenor    | Alessandro Ziliani                                                    |
| Andrea    | barítono | Ernesto Badini                                                        |

## Grabciones
Existen dos registros en vivo de Pinotta:
- 1974 : Maria Luisa Cioni (Pinotta), Giuseppe Vertechi (Baldo), Lino Puglisi (Andrea) - Orquesta RAI, Gennaro D'Angelo - Unique Opera Records Co.
- 1995 : Gloria Guida Borelli (Pinotta), Antonio De Palma (Baldo), Thomas Mürk (Andrea) - Orquesta Festival di Bruxelles, Dirk de Caluwé - Bongiovanni